# 小崂山站
小崂山站是青岛地铁4号线的地铁车站，位于中华人民共和国山东省青岛市崂山区九水东路与渔港路交叉口，于2022年12月26日开通。

## 车站结构
小崂山站位于九水东路与渔港路交叉口，沿九水东路设置，呈南北走向，为地下两层岛式站台车站，车站长276米，标准宽19.7米，车站地下一层为站厅层，地下二层为站台层，站台设置全高站台门。车站北侧设有一条单渡线。
| 地面              | 出入口 | A、B、C出入口                                                                                           |
| 地下一层          | 站厅   | 客服中心、自动售票机、验票机                                                                            |
| 地下二层          | 站台   | \| \| \| 4号线往人民会堂（南宅科） \| \| 島式 · 開左邊车门 \| \| \| \| \| \| 4号线往大河东（沙子口） \| |
|                   |        | 4号线往人民会堂（南宅科）                                                                               |
| 島式 · 開左邊车门 |        | |
|                   |        | 4号线往大河东（沙子口）                                                                                 |

## 出入口
小崂山站共设3个出入口，各出口及周围设施如下所示：
| 编号                | 指示         | 建议前往的目的地 | 图片 |
| ------------------- | ------------ | ---------------- | ---- |
| A · 出口            | 九水东路(西) | 中北崂社区       |      |
| B · 出口            | 九水东路(东) |                  |      |
| C · 出口 · （设有） | 九水东路(西) |                  |      |
| 图例： 设有         |              |                  |      |

## 接驳交通

### 公交车
- 北崂：39路，113路，610路，611路

## 车站历史
本站工程名与公示名为静港路站，正式站名为小崂山站，以车站附近的小崂山命名。
- 2021年5月26日，车站主体结构封顶[2]。
- 2022年12月26日，车站随4号线通车开通[1]。
- 2023年8月31日，车站A出入口开通[5]。